# Лисенко Григорій Альбертович
Григорій (Ігор) Альбертович Ли́сенко (2 жовтня 1964, Київ — 20 липня 2021) — український і російський скульптор; член Спілки художників України з 1994 року та Спілки художників Росії. Заслужений художник Республіки Крим з 20 березня 2020 року. Чоловік скульптора Елеонори Лисенко.

## Життєпис
Народився 2 жовтня 1964 року в місті Києві (нині Україна), син краєзнавця Леонори Рахліної. 1983 року за класом скульптури закінчив Київську республіканську художню середню школу імені Тараса Шевченка. Протягом 1983—1987 років викладав у студії образотворчих мистецтв. 1991 року закінчив художньо-графічний факультет Курського державного педагогічного інституту.
Протягом 2000—2007 років обіймав посаду голови Ялтинської організації Національної спілки художників України. Мешкав у Кореїзі в будинку на провулку Південному, № 2 та у будинку на Алупкинському шосе, № 24. Помер 20 липня 2021 року.

## Творчість
Працював у галузях станкової і монументальної скульптури. Використовував гіпс, майоліку, мармур, дерево, бронзу. Переважно у співавторстві з дружиною створив:
- керамічні рельєфи на фасаді Палацу культури «Арма» у Києві (1991);
- фонтани «Флора» у пансіонаті «Златоуст» в Алупці (1995), «Вільний вітер» (1998), «Леда і Лебідь» у санаторії «Місхор» в Кореїзі (1999), «Джерело» в Ялті (2004);
- декоративні скульптури в санаторії «Місхорі»: «Материнство» (1996), «Розп'яття» (2000);
- пам'ятник адміралу Михайлу Лазарєву в Севастополі (26 жовтня 1996);
- меморіальні дошки — Г. Рахліну в Києві (1998), Павлу Нахімову в Севастополі (1999), Леонорі Рахліній у Києві на фасаді будинку на вулиці Великій Васильківській. № 43/16 (9 листопада 2007);
- галерею пам'ятників на «Алеї гумору» в Ялті «Портфель Жванецького», «Мікрофон Кобзона», «Трубка Ширвіндта», «Жилетка Арканова» (2004—2014);
- маски «М. Вашуков», «Н. Крутова-Шестак», «М. Бандурін» (усі — 2010);
- скульптуру для фонтану «Нереїда» (2014).

Меморіальна дошка Леонорі Рахліній.

Брав участь у всеукраїнських мистецьких виставках з 1983 року. Персональні виставки пазом з дружиною провів у Києві у 1983, 1985—1987, 1989—1990 роках, Варшаві у 1987 році, Відні у 1988 році, Ялті у 1991, 1998—1999, 2009, 2013—2015 роках.
Окремі роботи скульптора зберігаються у Севастопольському художньому музеї, Лівадійському палаці-музеї, Ялтинському історико-літературному музеї, Алупкинському палацово-парковому музеї-заповіднику, Центральному архіві-музеї літератури і мистецтва України у Києві, Варшавському археологічному музеї.